# Papai Noel
Papai Noel (português brasileiro) ou Pai Natal (português europeu), também conhecido como São Nicolau, Kris Kringle ou Santa Claus, é um personagem lendário originário da cultura cristã ocidental que acredita-se trazer presentes para as crianças durante a noite na véspera de Natal de brinquedos e doces, ou carvão ou nada, dependendo se são "boas ou más". Ele supostamente consegue isso com a ajuda de elfos natalinos, que fazem os brinquedos em sua oficina, no Polo Norte, e renas voadoras que puxam seu trenó pelo ar.

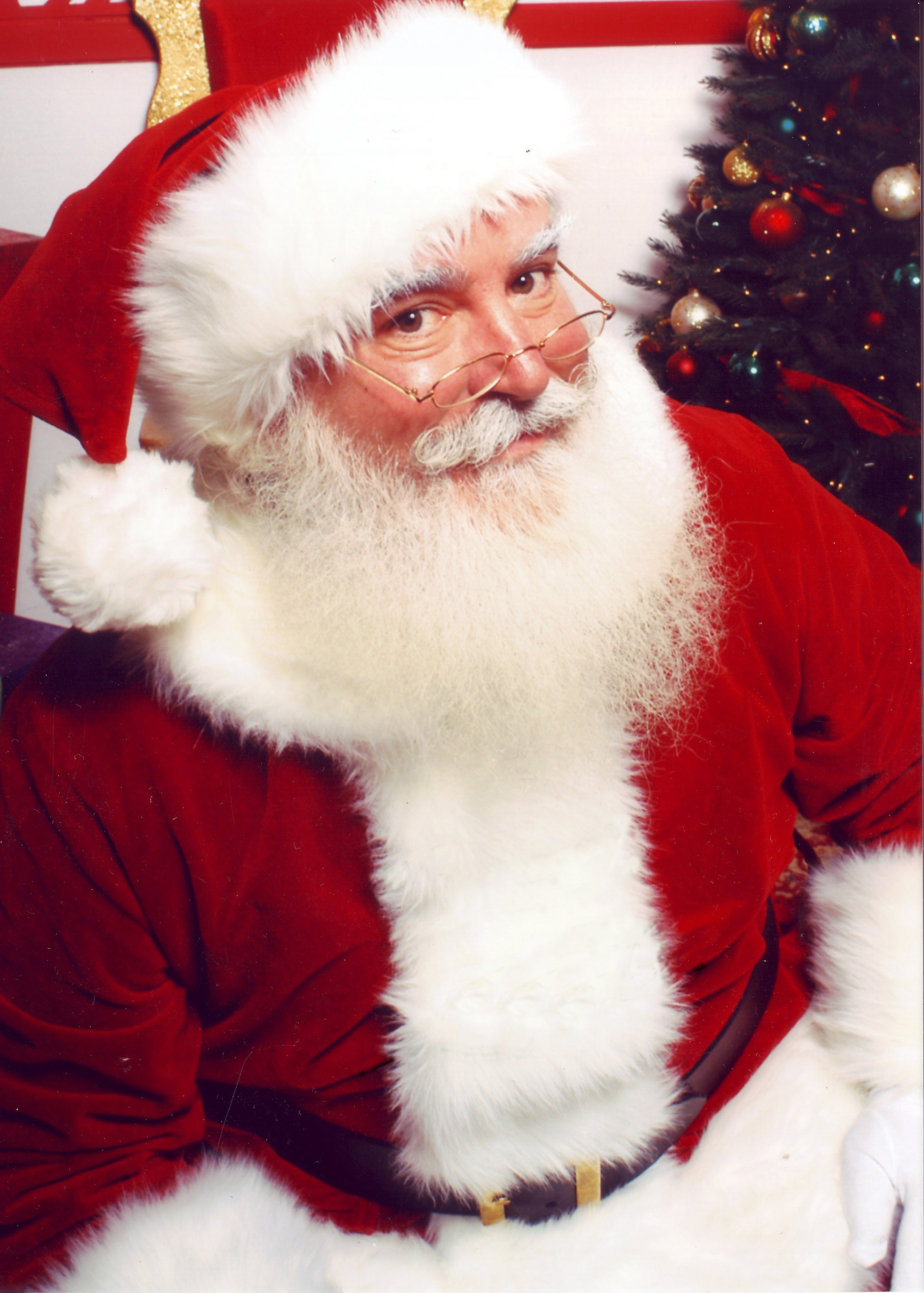
Papai Noel retratado por Jonathan Meath em 2010

O personagem moderno do Papai Noel é baseado nas tradições folclóricas que cercam Nicolau de Mira, a figura inglesa de Father Christmas e a figura holandesa de Sinterklaas.
O Papai Noel é geralmente descrito como um homem corpulento, alegre, de barba branca, geralmente com óculos, vestindo um casaco vermelho com gola e punhos de pele branca, calças vermelhas, chapéu vermelho com pele branca e cinto e botas de couro preto, carregando uma sacola cheia de presentes para as crianças. Ele é comumente retratado rindo de uma forma que soa como "ho ho ho". Essa imagem tornou-se popular nos Estados Unidos e no Canadá no século XIX devido à influência significativa do poema "A Visit from St. Nicholas", de 1823. O caricaturista e cartunista político Thomas Nast também desempenhou um papel importante na criação da imagem do Papai Noel. Essa imagem foi mantida e reforçada por meio de canções, rádio, televisão, livros infantis, tradições familiares de Natal, filmes e publicidade.

## História
As primeiras representações de Papai Noel na história do cristianismo remontam à fusão dos personagens de São Nicolau com o "Pai Natal", resultando no personagem mítico conhecido também como "Santa Claus" (Papai Noel em inglês; uma derivação fonética de Sinterklaas, do holandês). Em várias das possessões ultramarinas inglesas, mais tarde nas colônias inglesas na América e, finalmente, em países como Canadá e Estados Unidos, as versões inglesas e holandesa do entregador de presentes foram fundidas no futuro. Por exemplo, no livro A History of New York escrito por Washington Irving em 1809, Sinterklaas foi anglicizado para Santa Claus.

## Divulgação

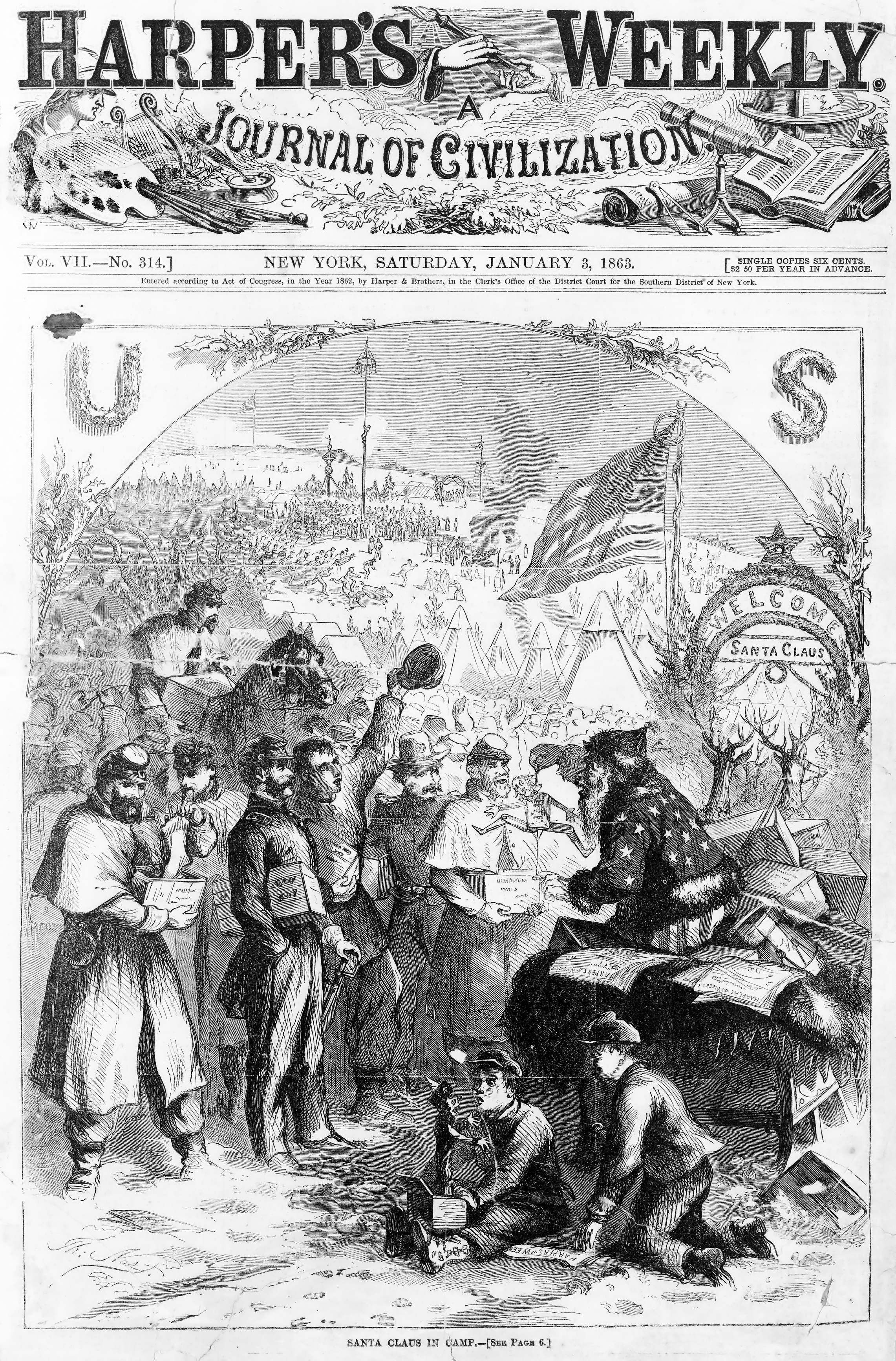
Santa Claus na capa da edição de 3 de Janeiro de 1863 do Harper's Weekly, ilustrado por Thomas Nast.

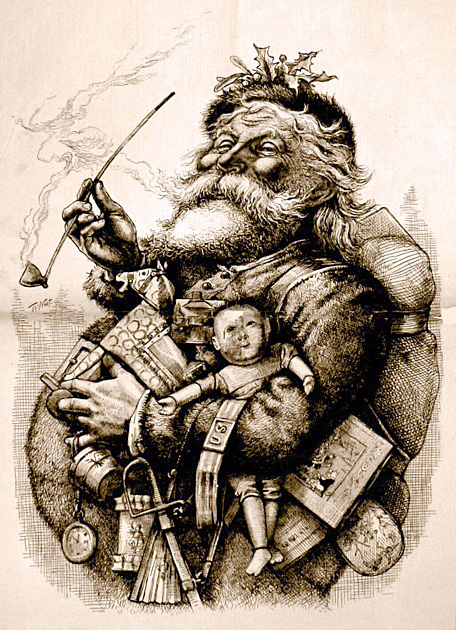
Merry Old Santa Claus - Ilustração de Thomas Nast na edição de 1 de Janeiro de 1881 do Harper's Weekly.

Uma das pessoas que ajudaram a dar força à lenda do Papai Noel foi Clemente Clark Moore, um professor de literatura grega de Nova Iorque, que lançou o poema Uma visita de São Nicolau, em 1822, escrito para seus seis filhos. Nesse poema, Moore divulgava a versão de que ele viajava num trenó puxado por renas. Ele também ajudou a popularizar outras características do bom velhinho, tais como entrar pela chaminé.
O caso da chaminé, inclusive, é um dos mais curiosos na lenda de Papai Noel. Alguns estudiosos defendem que isso se deve ao fato de que várias pessoas tinham o costume de limpar as chaminés no Ano Novo para permitir que a boa sorte entrasse na casa durante o resto do ano.
No poema, várias tradições foram buscadas de diversas fontes e a verdadeira explicação da chaminé veio da Finlândia. Os antigos lapões viviam em pequenas tendas, semelhantes a iglus, que eram cobertas com pele de rena. A entrada para essa “casa” era um buraco no telhado.
A última e mais importante característica incluída na figura do Pai Natal é sua blusa vermelha e branca. Antigamente, ele usava trajes verde e costumava usar um gorro também verde na cabeça.
Seu atual visual foi obra do cartunista Thomas Nast, na edição de 1 de Janeiro de 1863 da revista Harper's Weeklys. Em alguns lugares na Europa, contudo, algumas vezes ele também é representado com os paramentos eclesiásticos de bispo, tendo, em vez do gorro vermelho, uma mitra episcopal.

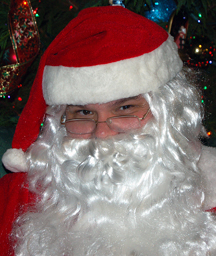
A típica barba branca do Papai Noel (Pai Natal).

## Uso do visual em publicidade
O visual vermelho e branco ganhou impulso em 1931, quando a Coca-Cola realizou uma grande campanha publicitária usando um Papai Noel vestido conforme a criação de Nast. Historicamente, a Coca-Cola não foi a primeira empresa de bebidas não alcoólicas a usar este visual moderno numa campanha publicitária: Já em 1915, a White Rock Beverages o tinha feito para vender água mineral. Tornou a recorrer ao visual para um anúncio de ginger ale em 1923. Ainda mais cedo, o gorducho vestido no atual traje vermelho e branco já tinha aparecido em várias capas da revista Puck nos primeiros anos do século XX.

## Lapônia
Nos países do Norte da Europa, diz a tradição que o Papai Noel não vive propriamente no Pólo Norte, mas sim na Lapônia, mais propriamente na cidade de Rovaniemi, onde de fato existe o "escritório do Papai Noel" bem como o parque conhecido como "Santa Park", que se tornou uma atração turística do local. Criou-se inclusive um endereço oficial como a residência do Papai Noel, a saber:
Destinatário: Santa Claus
Código postal: FIN-96930 Arctic Circle

Rovaniemi - Finlândia
Em função disso, a região de Penedo, distrito de Itatiaia, no Rio de Janeiro, que é uma colônia finlandesa, se autodeclarou como a "residência de veraneio" do Papai Noel.

## As renas
As renas do Papai Noel são as únicas renas do mundo que sabem voar, ajudando-o a entregar os presentes para as crianças do mundo todo na noite de Natal. Quando o Papai Noel ou o Pai Natal pede para serem rápidas, elas podem ser as mais rápidas renas do mundo. Mas quando ele quer, elas tornam-se lentas.
A quantidade de renas que puxam o trenó é controversa, tudo por causa da rena conhecida como Rodolfo. Existe uma lenda que diz que Rodolfo teria entrado para equipe de renas titulares por ter um nariz vermelho e brilhante, que ajuda a guiar as outras renas durante as tempestades. E, a partir daquele ano, a quantidade de renas passou a ser nove, diferente dos trenós tradicionais, puxados por oito renas. Tal lenda foi criada em 1939 e retratada no filme Rudolph, a Rena do Nariz Vermelho (1960 e 1998).
O nome das renas, em inglês são: Rudolph, Dasher, Dancer, Prancer, Vixen, Comet, Cupid, Donner, Blitzen e Bernard. E em português são: Rodolfo, Corredora, Dançarina, Empinadora, Raposa, Cometa, Cupido, Trovão, Relâmpago e Bernardo.
A agência que controla o espaço aéreo americano (North American Aerospace Defense Command) também instalou um "Santa Tracker" ("Rastreador de Papai Noel") em sete idiomas, onde se pode ver a localização atual e as próximas paradas de Papai Noel, acompanhado de suas lendárias renas. O programa de rastreamento do Papai Noel pela agência é uma tradição que data de 1955, quando um anúncio no jornal Colorado veio com o número telefônico para conectar as crianças com o bom velhinho e algumas chamadas, por erro, caíram numa linha da NORAD.

## O envio de correspondências

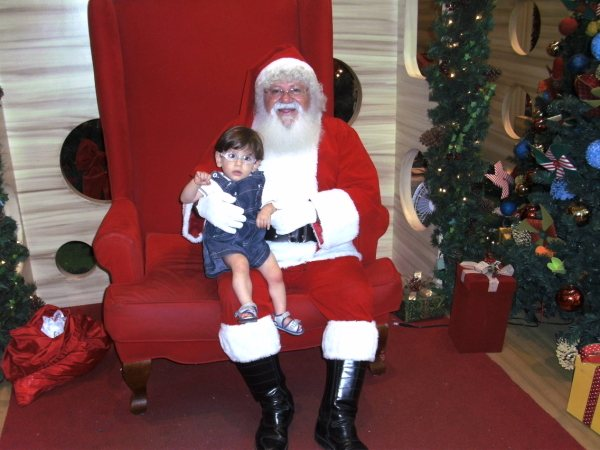
Uma criança com o Papai Noel em um shopping.

Cartas para santos ou de cunho religioso são uma prática existente desde a antiguidade, mas apenas a partir do século XX surgiu no mundo o ato de enviar cartas ao Papai Noel como um cunho familiar, ou seja, os pais da criança leem as cartas dela, e com a condição de serem bem-comportadas durante o ano, recebem o presente como sendo de autoria do Papai Noel; às vezes de forma tão ensaiada que chegam a acreditar fielmente em sua existência, identicamente ao coelho da páscoa.
Há, entretanto, versões oficiais ou semioficiais de papais noéis no mundo receptoras de correspondências, e correspondem de acordo com algum critério de seleção (presentes muito onerosos não são entregues por razões óbvias). É comum encontrá-los em shopping centers, praças centrais das cidades, hospitais e estabelecimentos públicos, etc. Na maioria destes lugares as cartas são entregues presencialmente ou depositadas no próprio ambiente.
No Brasil, os Correios oficialmente recebem cartas endereçadas ao Papai Noel desde 2001, e o número de mensagens correspondidas equivaleu em 2008 em aproximadamente metade, selecionadas de acordo com o contexto ou com o valor financeiro do presente. As mensagens são enviadas aos funcionários do Correios, e todos os brasileiros podem se voluntariar a pegar uma das cartinhas nas agências dos Correios do país.
Os correios dos países escandinavos também têm programas parecidos, mas preparados para correspondências de todo o planeta, uma vez que a Lapônia é terra dada como sendo oficialmente da origem do Papai Noel. Na Finlândia inclusive, todas as cartas dirigidas a Papai Noel ou Santa Claus e com endereço Lapônia ou Polo Norte são direcionadas para a agência em Rovaniemi (capital da região da Lapônia), e segundo a própria agência, o endereço correto é: Santa Claus, Santa Claus’ Main Post Office, Tähtikuja 1, 96930, Arctic Circle, Finland. As cartas recebidas com remetente recebem uma resposta em oito idiomas diferentes.